# Sphenometopa nebulosa
Sphenometopa nebulosa is een vliegensoort uit de familie van de dambordvliegen (Sarcophagidae). De wetenschappelijke naam van de soort is voor het eerst geldig gepubliceerd in 1902 door Daniel William Coquillett.